# Laura Ludwig
Laura Ludwig (ur. 13 stycznia 1986 w Berlinie) – niemiecka siatkarka plażowa, złota medalistka olimpijska w siatkówce plażowej (Rio de Janeiro 2016) w parze z Kirą Walkenhorst, wielokrotna medalistka mistrzostw Europy.
W Paryżu na Igrzyskach Olimpijskich 2024 w turnieju siatkówki plażowej grała w parze z Louisą Lippmann.